# مكتبة محمد بن راشد

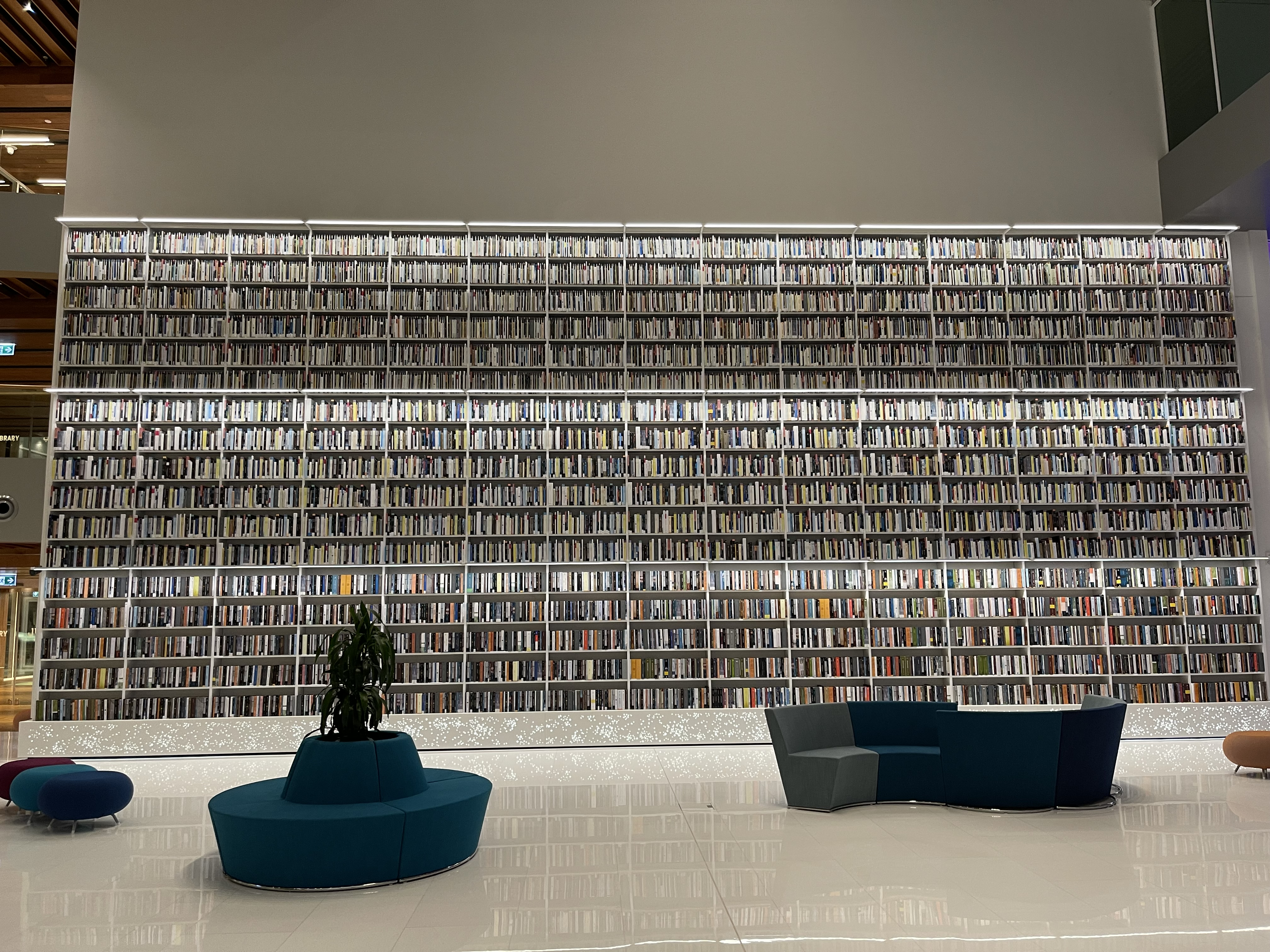
مكتبة الشيخ محمد بن راشد من الداخل

مكتبة محمد بن راشد هي مكتبة تقع في خور دبي بمنطقة الجداف بدبي، الإمارات العربية المتحدة. تتميز مكتبة محمد بن راشد بتطبيق أحدث أنواع التكنولوجيا الرقمية وبتصميمها الفريد على شكل كتاب مفتوح، إلى جانب موقعها المتميز على ضفاف خور دبي.

## نظرة عامة
"مكتبة محمد بن راشد"؛ أطلقها الشيخ محمد بن راشد آل مكتوم في 01 فبراير 2016، وكان ذلك في عام القراءة في دولة الإمارات، وهي الأكبر عربياً باستثمار يبلغ مليار درهم وبمساحات تتجاوز مليون قدم مربعة وبإجمالي كتب يبلغ 4.5 مليون كتاب بين كتب مطبوعة وإلكترونية ومسموعة، وبعدد مستفيدين متوقع سنويًا يبلغ 42 مليون مستفيد. تم افتتاح المكتبة في يونيو 2022.

## خدمات المكتبة
تضم المكتبة 9 مكتبات متخصصة، وحوالي مليون كتاب مطبوع وإلكتروني وسمعي، بالإضافة إلى نحو 6.5 ملايين رسالة علمية، ونحو 73 ألف مقطوعة موسيقية، و57 ألف فيديو، وحوالي 13 ألف مقالة، وأكثر من 5 آلاف دورية ورقية وإلكترونية تاريخية، كما تمثل أرشيفًا لأكثر من 300 سنة، ونحو 35 ألف صحيفة ورقية وإلكترونية، وما يقارب 500 من المخطوطات والمقتنيات النادرة، يرافق ذلك اشتراكات في 180 دورية ناطقة باللغة الإنجليزية و لُغاتٍ أخرى، و400 دورية ناطقة باللغة العربية.

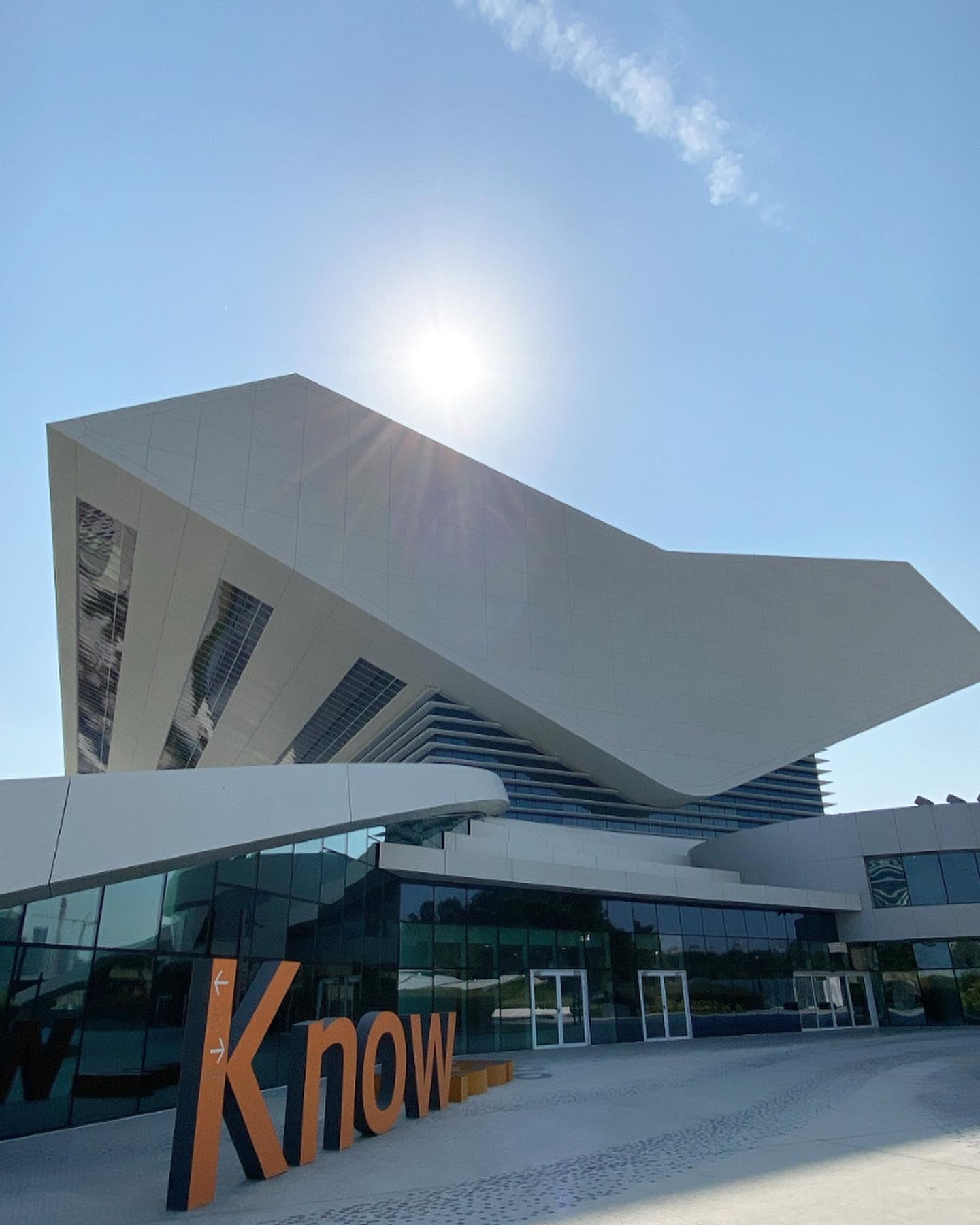
مكتبة محمد بن راشد

يشمل المشروع كلاً من المبنى الرئيس والذي يتكون من سرداب وطابق أرضي وسبعة طوابق علوية، كما تحتوي على مختبر رقمي ومختبر المحافظة على الكتب وتجميع ومعالجة وإدارة المواد ومختبر التحويل الرقمي. في الطابق الأرضي من المكتبة حيث يقع المخزن الآلي والذي يعتمد فيه على الروبوتات؛ حيث تتحرك وفق أوامر محددة، لتتولى إحضار الكتاب، بناءً على الرقم التسلسلي التي تحملها. وتشتمل المكتبة كذلك على مركز المعلومات والمكتبة العامة ومكتبة الدوريات ومكتبة الأطفال وأنشطة أخرى تساهم في توسيع إدراك الأطفال وتشجيعهم على القراءة، ومكتبة الأطالس والخرائط، ومكتبة الإعلام والفنون والمنشورات السمعية والبصرية وخدمات الإنترنت ومكتبة الشباب وغرف الدراسة وغرف الاجتماعات والمؤتمرات ومكتبة المجموعات الخاصة والتي تحتوي على مقتنيات وكتب ومقالات نادرة ومكتبة الأعمال ومناطق متعددة للقراءة المفتوحة والمعارض المؤقتة والدائمة ومسرح ضخم وأركان لاستعارة الكتب لتُمكن الزوار والمرتادين والسياح من مواكبة حركة التطور العلمي والثقافي في العالم.
وبالإضافة لذلك، ستكون حاضناً وداعماً لتحدي القراءة العربي، الذي يضم 2.5 مليون طالب من 20 ألف مدرسة في العالم العربي يعكفون على قراءة 125 مليون كتاب سنوياً.
كما تضم المكتبة مركزاً خاصاً لترميم المخطوطات التاريخية، ومكتبة خاصة بمقتنيات آل مكتوم، ومعارض أدبية وفنية طوال العام، لتكون نواة للإبداع والمعرفة، وملتقى للمهتمين بالثقافة والعلوم، ومتحفًا للتراث وتاريخ الحضارة الإنسانية.

## أعمدة المكتبة
وكما كانت أعمدة الحكمة في عصور الحكمة ستة أعمدة، فإن مكتبة محمد بن راشد أيضاً تستند وتقوم على ستة أعمدة تشكل رسالتها وترسخ تميزها، وتضاعف تأثيرها. والأعمدةُ الستةُ هي:
1. المكتبة الرئيسية والمكتبات المتخصصة.مكتبة الشيخ محمد بن راشد من الداخل

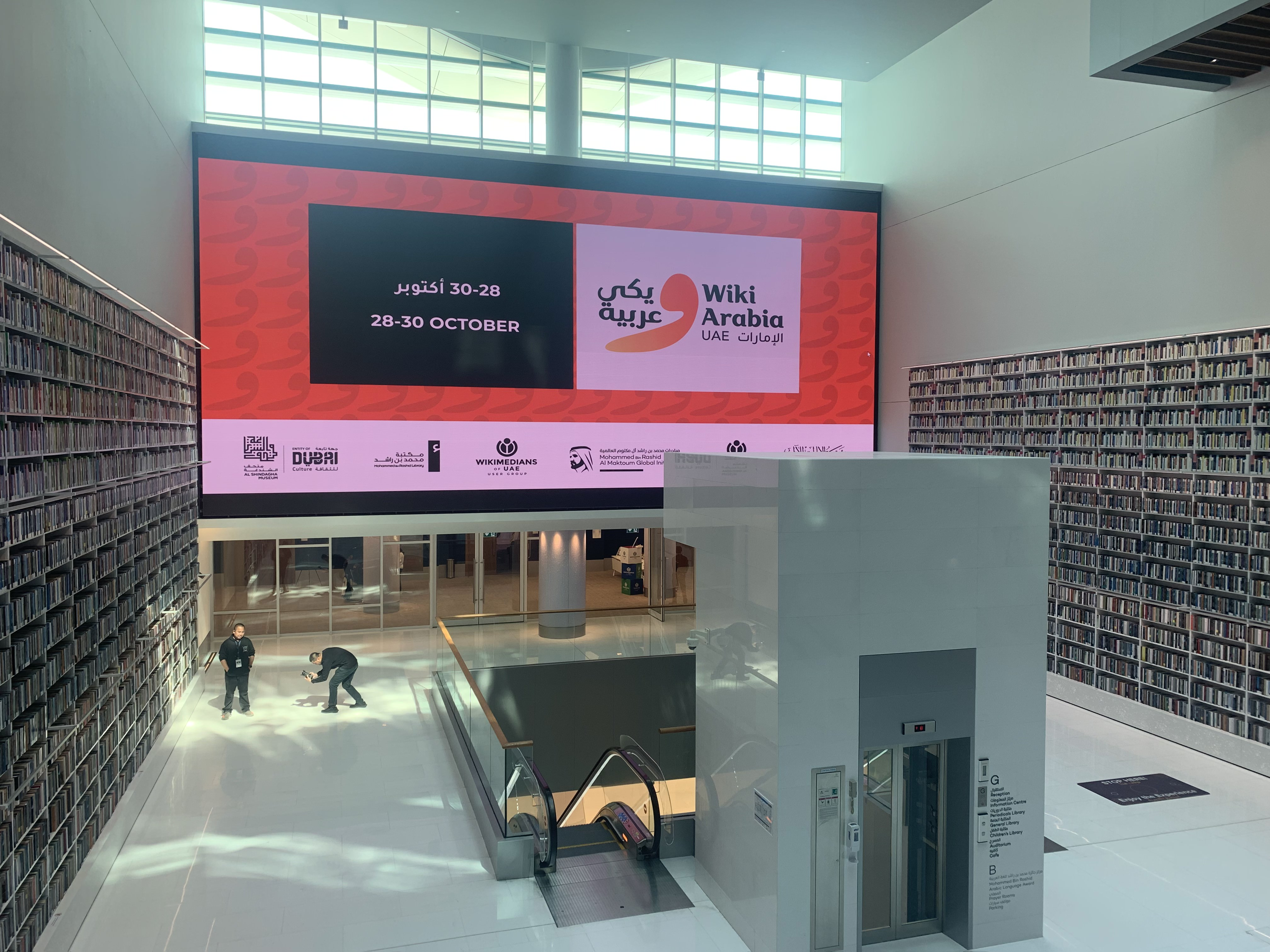
مكتبة الشيخ محمد بن راشد من الداخل

2. تشجيع القراءة.
3. نشر المحتوى.
4. دعم التأليف والترجمة.
5. حماية اللغة العربية.
6. الحفاظ على الموروث الثقافي.[10]

## الاستدامة
تشكل الاستدامة عنصراً محورياً في رؤية واستراتيجية مكتبة محمد بن راشد، فقد نظمت المكتبة منذ افتتاحها العديد من الفعاليات والنشاطات وورش العمل التعليمية والترفيهية التي تسلط الضوء على الاستدامة وأهمية الحفاظ على البيئة، بالإضافة إلى احتوائها على أكثر من 2000 كتاب مطبوع حول الاستدامة و11.5 مليون مصدر ومورد الكتروني يركز على هذا المجال، ويعتبر مبنى المكتبة صديقاً للبيئة ذلك أن المبنى  تم تصميمه بالتوافق مع توجهات إمارة دبي للتحول نحو الاستدامة حيث يستخدم حوالي 10% من طاقته من الألواح الشمسية الموجودة على سطحه بالإضافة إلى تقليل استهلاك مياه الري إلى 50% مع إعادة استخدام المياه التي يتم جمعها من المكيفات، كما أن تصميم الهيكل الخارجي للمبنى يتميز بقدرته على عزل المؤثرات الخارجية عن الداخل وزيادة فترات التظليل الذاتي إلى جانب استخدام النوافذ نظاماً ذكياً لتعديل كميات الضوء والحرارة التي تدخل إلى المبنى لزيادة كفاءة استهلاك الطاقة، وقد حصلت مكتبة محمد بن راشد على العلامة الخضراء والشهادة البلاتينية لعام 2022 من برنامج الريادة في تصميمات الطاقة والبيئة (LEED) التابع للمجلس الأمريكي للمباني الخضراء (USGBC).

## أصحاب الهمم
هيأت المكتبة لأصحاب الهمم مساحة جيدة، تمكنهم من الحركة فيها حيث تتوزع فيهامنحدرات خاصة ومساحات للكراسي المتحركة، بدءاً من مواقف السيارات، وصولاً إلى  أروقة المكتبة بالإضافة إلى مجموعة متميزة من كتب برايل والكتب الصوتية والأجهزة الداعمةوتخصيص المكتبة لكبسولات حسية مخصصة للأشخاص الذين يعانون من إعاقات حسية.

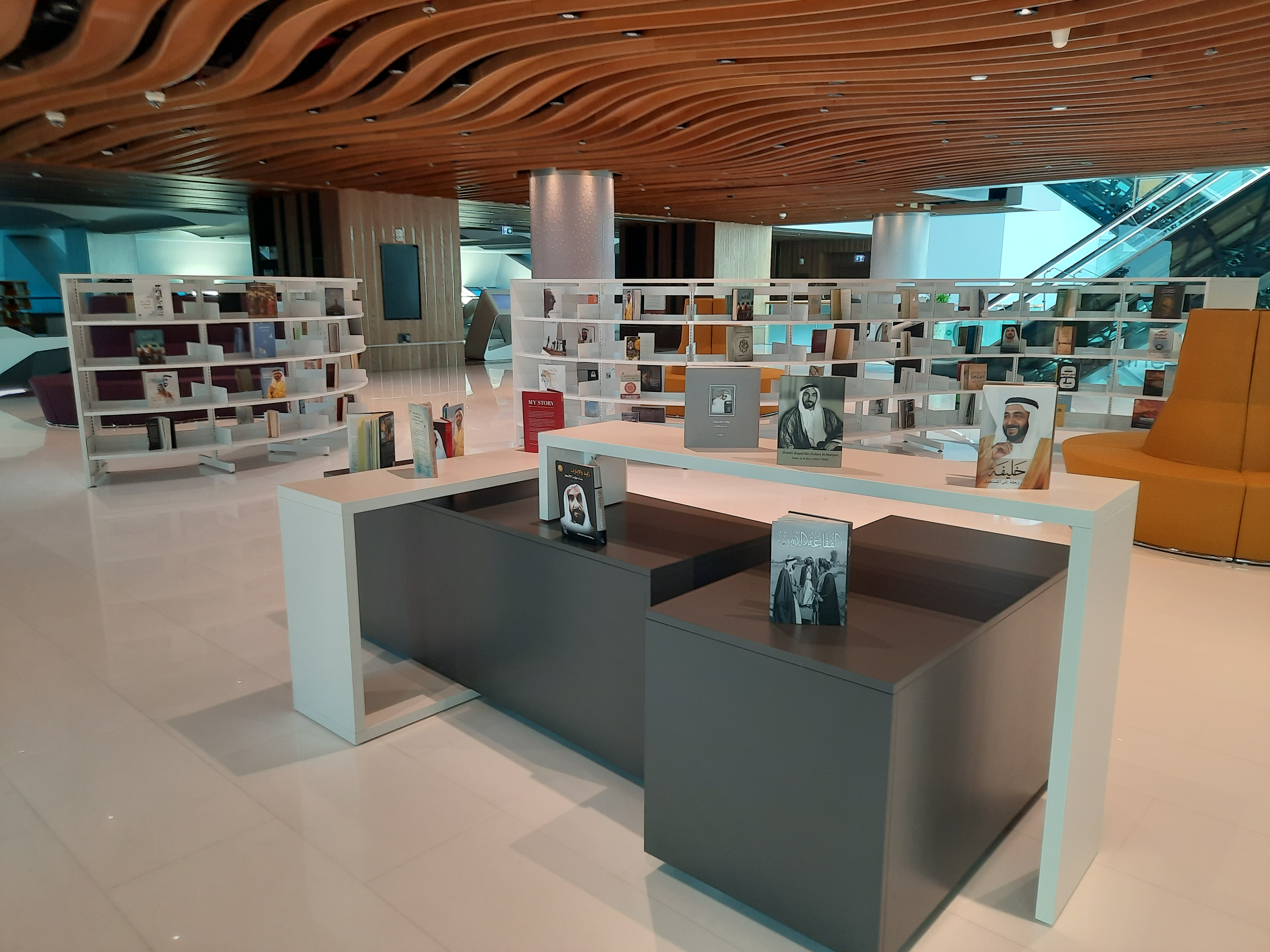
مكتبة الشيخ محمد بن راشد -قسم كتب العمل

## طوابع بريدية  تذكارية
عام 2023 أعلنت مجموعة بريد الإمارات، بالتعاون مع مكتبة محمد بن راشد، عن إطلاق طوابع وبطاقة تذكارية فريدة، احتفاء بالدور المحوري الذي تؤديه المكتبة في مجال المعرفة والثقافة والإبداع في دولة الإمارات العربية المتحدة 

## جوائز
- جائزة أفضل مكتبة ومؤسسة معلومات عربية ضمن فئات جائزة الشارقة للأدب المكتبي في دورتها الرابعة والعشرين.[14]
- جائزة التميز في استخدام تطبيقات الذكاء الاصطناعي خلال مشاركتها في الدورة 35 للاتحاد العربي للمكتبات والمعلومات التي أقيمت في مسقط.[15]
- تم اختيار مكتبة محمد بن راشد الشخصية الثقافية لجائزة "العويس للإبداع" في دورتها (33) لعام 2023.[16]
- جائزة السعفة الذهبية ضمن نظام السعفات للمباني الخضراء في دبي والذي يضم 3 فئات لتمييز المباني الصديقة للبيئة والخضراء.[11]